# Dad’s Army (Sitcom)
Dad’s Army ist eine britische Sitcom über die British Home Guard im Zweiten Weltkrieg. Sie wurde von Jimmy Perry und David Croft geschrieben und erstmals zwischen 1968 und 1977 auf BBC One ausgestrahlt. Es wurden 80 Folgen in neun Staffeln produziert. Hinzu kamen ein anderthalbstündiger Film, eine Bühnenadaption und eine Rundfunkserie auf BBC Radio 4.
Das British Film Institute veröffentlichte im Jahr 2000 eine Liste der 100 besten britischen Fernsehsendungen, in der Dad’s Army auf Platz 13 zu finden ist. In einer Umfrage der BBC aus dem Jahr 2004 wurde Dad’s Army auf den vierten Platz der Britain’s Best Sitcoms gewählt. Die einprägsamen Charaktere und wiederkehrenden Ausrufe der Serie beeinflussten die Popkultur im Vereinigten Königreich nachhaltig. Anerkennend wird die Serie als Denkmal für die oft vergessene britische Heimatverteidigung während des Zweiten Weltkriegs gesehen.

## Handlung

### Grundthematik und Aufbau
Schauplatz der Serie ist das fiktive Städtchen Walmington-on-Sea an der Südküste Englands. Dort ist zur Zeit des Zweiten Weltkriegs ein Zug der British Home Guard stationiert, der sich aus örtlichen Freiwilligen zusammensetzt. Das erbärmliche Häuflein aus nur bedingt diensttauglichen Rentnern und unerfahrenen Grünschnäbeln unter der Leitung des diensteifrigen Bankfilialleiters George Mainwaring möchte seinen Teil dazu beitragen, dass die deutsche Wehrmacht England nicht erobert. Den Hintergrund der Handlung bildet demnach die immerwährende Bedrohung einer deutschen Invasion über den Ärmelkanal. Tatsächlich bekommt die Dad’s Army aber nur selten Feindkontakt. Viel mehr haben die Männer mit lokalen Problemen zu kämpfen.
Die einzelnen Episoden hängen inhaltlich nur lose zusammen, die episodenübergreifende Handlung schreitet nur langsam voran. Meist kehrt die Serie am Ende einer Folge wieder zum Status quo ante zurück. Die erste Szene der Pilotfolge The Man and the Hour spielt in der Gegenwart des Jahres 1968. Nach einer kurzen Einleitung durch den ehemaligen Captain Mainwaring beginnt die eigentliche Handlung als Rückblende. Der Erzählrahmen wird allerdings – auch in der letzten Folge – nicht durch eine Rückkehr ins Jahr 1968 geschlossen. Die erste Staffel schildert die Aufstellung und Ausstattung des Zuges. Anfänglich nur unzureichend ausgerüstet, sind die Männer im späteren Verlauf voll uniformierte Angehörige des Queen’s Own Royal West Kent Regiment.

### Charaktere
Captain George Mainwaring
Der eifrige und aufgeblasene Anführer des örtlichen Home-Guard-Zuges ist im Zivilleben Bankdirektor. Er ist politisch konservativ, stark patriotisch gesinnt und nimmt sich und seine gesellschaftliche Stellung sehr wichtig. Dass er niemals wirkliche Kampferfahrung gemacht hat – er gehörte lediglich den alliierten Besatzungstruppen nach dem Waffenstillstand 1918 an – führt gelegentlich zu Spannungen mit den Kriegsveteranen und er ist bisweilen deren Frotzeleien ausgesetzt („Hasn't got any medals!“; etwa: „Hat keine Medaillen!“). Insgeheim beneidet Mainwaring Sergeant Wilson um seine charmante und gelassene Art und nutzt daher jede Gelegenheit, ihm seinen Rang als Offizier aufzuzeigen. Mit großem Ehrgeiz und Elan leitet er seine Gruppe von Freiwilligen, hält sich selbst für einen genialen Taktiker und führt aufgrund patriotischer Paranoia einen ganz eigenen Krieg. Unbestritten sind jedoch sein Mut und sein Sinn für Kameradschaft. Er bezeichnet die Momente in der Truppe als die schönsten seines Tages, scheint dabei jedoch vor einer unglücklichen Ehe mit seiner Frau Elizabeth, die in keiner Folge in persona auftritt, zu fliehen.
Sergeant Arthur Wilson
Wilson ist ein charmanter, unbekümmerter, aber tiefgründiger Charakter. Sowohl in der Home Guard als auch bei seiner Arbeit in der Bank steht er dem Rang nach hinter Mainwaring, obwohl er als Angehöriger der Oberschicht und dekorierter Kriegsveteran (er diente im Ersten Weltkrieg im Range eines Hauptmanns) eigentlich über ihm stehen müsste. Mit seiner ruhigen, bodenständigen und oft überschwänglich höflichen Art bildet er den Gegenpol zum übereifrigen Captain. Häufig erkennt er die Fehler in Mainwarings Plänen, die dieser, verblendet von seinem übersteigerten Selbstwertgefühl, übersieht; dies führt zu seinem wiederkehrenden Ausspruch „Do you think that`s wise, Sir? (Halten sie das für klug, Sir?)“. Überdies ist Wilson ein Frauenheld und Gentleman und führt eine wohl offene Beziehung zu Private Pikes Mutter Mavis.
Lance-Corporal Jack Jones
Jones ist der älteste im Kontingent der Home Guard. Er hält zu jeder Situation die passende Geschichte bereit und scheut nicht davor, diese auch mit allen Ausschweifungen zu erzählen; meistens gründen sie auf seinen Erfahrungen im Sudan-Krieg oder anderen Kampagnen, an denen er unter der Regentschaft Königin Victorias teilgenommen hat. Trotz seines Alters entwickelt er angesichts bevorstehender Kampfhandlungen fast kindischen Enthusiasmus und ist stets der erste, der sich freiwillig für Aufgaben meldet. Im Zivilleben ist er der Metzger des Ortes und hat demzufolge eine beachtete Stellung. Diese nutzt er innerhalb des Home-Guard-Zuges, aber auch in Walmington, um sich Gehör zu verschaffen, beispielsweise indem er droht, Fleischrationen zu kürzen oder indem er etwas außerhalb der Rationierung unter der Ladentheke durchschiebt. Trotz seiner Kampferprobtheit und militärischer Erfahrung ist er in jeglichen Gefahrensituationen – auch in Momenten der Anscheinsgefahr – stets als erster (nicht selten als einziger) der totalen Panik verfallen, wobei er laut und außer sich deklamiert: „Don´t panic, don´t panic! (Keine Panik, keine Panik!)“.
Private James Frazer
Frazer ist ein schottischer Sargbauer von der Insel Barra und in den späteren Staffeln der örtliche Bestatter. In dieser Position wird er allen Klischees gerecht, seien es seine starrenden Augen oder seine regelmäßigen Prophezeiungen von Untergang und Vernichtung. Zumeist loyal, intrigiert er jedoch gelegentlich gegen Captain Mainwaring und tritt als einziges Mitglied des Zuges auch als Antagonist auf. Zumeist meutert Frazer dabei gegen den Captain und seine Ideen, nur um dann nach erfolgreicher Durchführung eines Plans unter Mainwarings Leitung zu verkünden, dass er nie an dessen Autorität gezweifelt habe. Trotzdem bezeichnet er die Handlung anderer (besonders die des Captains) oft als „Rubbish! (etwa: Quatsch!)“ und nennt Jones ebenso häufig einen „Silly old fool! (etwa: Dummer alter Trottel!)“.
Private Joe Walker
Der gewiefte Schwarzmarkthändler Walker ist der einzige im Zug, der aufgrund seines Alters und seiner körperlichen Verfassung eigentlich in der regulären Armee dienen müsste, aber (wie sich in einer der drei verlorenen Folgen der Serie herausstellt) wegen einer Corned-Beef-Allergie ausgemustert wurde. Wie er in einer Folge selbst zugibt, ist das, was er macht, meistens „a bit over the edge of the law (etwa: ein Bisschen über der Grenze der Legalität)“. Da Walker den Trupp aber gelegentlich mit nützlicher Ausrüstung versorgt oder anderweitig unterstützt, sieht Mainwaring oftmals über seine zwielichtigen Aktivitäten oder seine manchmal mangelnde Disziplin hinweg. Nicht selten retten Walkers List, sein Organisationstalent und die an den Tag gelegte Chuzpe die Angehörigen der Home Guard-Einheit, insbesondere aber Captain Mainwaring, aus der Patsche. Da der Darsteller der Rolle, James Beck, während der Produktion der sechsten Staffel unerwartet verstarb ist Walker über alle folgenden Episoden hinweg abwesend.
Private Charles Godfrey
Der Schneider Godfrey ist, wenngleich jünger als Jones, der gebrechlichste Angehörige des Zuges. Damit verbunden sind eine schwache Blase (oftmals begleitet von dem Satz „Excuse me, could I possibly be excused?“; etwa: „Verzeihung, würden sie mich entschuldigen?“) und die Tendenz, in den unpassendsten Situationen einzudösen. Dabei ist er ironischerweise der Sanitäter des Platoons. Als eingeschworener und distinguierter Junggeselle lebt er bei seinen Schwestern und versorgt den Home-Guard-Zug mit den Upsidedown-cakes seiner Schwester Dolly. Durch sein bescheidenes Auftreten wird er auch unterschätzt, und nur in einer Folge wird offenbart, dass ihm im Ersten Weltkrieg eine hohe Tapferkeitsauszeichnung verliehen wurde.
Private Frank Pike
Pike ist mit 17–19 Jahren das jüngste Mitglied im Zug der Home Guard von Walmington-on-Sea und ein recht naives Muttersöhnchen, welches von seiner „Helikopter-Mutter“ ständig verhätschelt und ermahnt wird. Somit gerät er oft aus Dummheit oder Kindlichkeit in Schwierigkeiten oder bringt andere Mitglieder des Platoons in solche, was der Captain stets mit „You stupid boy! (Du dummer Junge!)“ kommentiert. Außerdem ist er beruflich als Bankbeamter George Mainwaring unterstellt. Pikes Mutter hat offensichtlich eine intime Beziehung mit Arthur Wilson („… she keeps my ration book …“; „… sie behält mein Rationsbuch …“), weshalb Pike diesen „Onkel Arthur“ nennt. Die Autoren der Serie bestätigten nach deren Ende, dass Wilson der leibliche Vater Pikes ist.
ARP Warden William Hodges
Der Gemüsehändler und Luftschutzwart (ARP Warden) Hodges ist in vielen Folgen der Hauptantagonist der Home Guard und insbesondere von Captain Mainwaring. Er genießt es, Angehörige der Home Guard aufziehen zu können, u. a. wenn sie in brenzlige Situationen gelangen, und nennt den kurzgewachsenen Mainwaring spöttisch Napoleon. Sich selbst und den Luftschutz nimmt er unglaublich wichtig und scheut sich nicht davor, dies auch in jeglicher Art und Weise kundzutun. Seine Haupttätigkeit besteht jedoch höchstens darin, die Bewohner Walmingtons vehement auf das Einhalten der Verdunkelungsmaßnahmen hinzuweisen, die dem Schutz vor Bombenangriffen bei Nacht dienen. Dieses Eiferertum mündet meistens in seiner – stets in aggressivem Ton herausgebrüllten – Catchphrase „Put that light out! (Machen sie das Licht aus!)“.
Reverend Timothy Farthing
Farthing ist der örtliche Vikar. In der ehrenvollen Absicht, den Erfolg des Krieges zu unterstützen, stellt er der Home Guard den Gemeindesaal der Kirche und sein Büro als Hauptquartier zur Verfügung. Unmut verursacht ihm, dass er die Räumlichkeiten nie bekommt, wenn er sie benötigt, da bisweilen auch die Luftschutztruppe den Saal für dienstliche Veranstaltungen nutzt.

### Art des Humors
Aus der stets drohenden, aber niemals eintretenden deutschen Invasion und der daraus resultierenden Nicht-Beteiligung der Home Guard Walmingtons am Zweiten Weltkrieg bezieht die Serie einen Großteil ihrer Komik. Auch die Zusammensetzung der Truppe selbst bietet Stoff für witzige Einlagen. Der Humor reicht von britisch-subtilem Witz, der besonders in der Beziehung zwischen Mainwaring und Wilson zu Tage tritt, bis hin zu reinem Slapstick; letzterer äußert sich z. B. in der Tatsache, dass Jones beim Formaldienst bzw. Antreten die Anweisungen des Captains stets mit einer leichten Verzögerung ausführt und somit immer als letzter im „Stillgestanden“ steht. Wie in vielen Sitcoms benutzen auch die Dad’s-Army-Charaktere häufig wiederkehrende Sätze und Running Gags. Lance-Corporal Jones redet über seine Teilnahme am Sudan-Krieg und die dortigen „Fuzzy-Wuzzies“ (etwa: „Hottentotten“), während Captain Mainwaring Private Pike in vielen Episoden mit „You stupid boy!“ („Du dummer Junge!“) beschimpft.
Sehr liebevoller Humor entsteht daraus, dass insbesondere Mainwaring jedes Problem mit großem Ernst durchdenkt und seine „vertrottelte“ Truppe ihm dann mit geistreichen Eingebungen bei der Lösung behilflich sein will. Erfolge stellen sich dadurch nur auf niedrigster Ebene ein; so gelingt es ihnen immerhin, sich mit Gewehren zu versorgen und auch zwei abgeschossene deutsche Piloten gefangen zu nehmen. Aufwand und Ergebnis stehen aber insgesamt in keinem Verhältnis.

## Produktion

### Idee und Einflüsse
Ende der 1960er Jahre schrieb Jimmy Perry das Drehbuch zur Pilotfolge einer Serie über die British Home Guard unter dem Titel The Fighting Tigers und zeigte es David Croft, der zu dieser Zeit die Serie Hugh and I produzierte, in der auch Perry eine kleine Rolle hatte. „I remember handing him the script and a look of despair clouding over his face, as if to say, ‘Oh no, not another one.’“ („Ich erinnere mich, wie ich ihm das Drehbuch aushändigte und sich ein Ausdruck von Verzweiflung auf sein Gesicht legte, als wolle er sagen: ‚Oh, nein, nicht noch eins.‘“), beschrieb Perry die erste Reaktion Crofts später gegenüber der Zeitung The Observer.
Crofts Meinung änderte sich jedoch nach der Lektüre des Skripts. Er sandte Perrys Drehbuch an Michael Mills, den Comedy-Programmchef der BBC, der die Serie in Auftrag gab. Mills hatte großen Einfluss auf die frühe Gestaltung der Sitcom; so schlug er unter anderem den Titel Dad’s Army vor und benannte den Schauplatz von Brightsea-on-Sea zu Walmington-on-Sea um.
Da sowohl Perry als auch Croft während des Zweiten Weltkriegs in der Home Guard bzw. den Air Raid Precautions (ARP, „Luftschutz“) gedient hatten, flochten sie reale Erlebnisse in die Drehbücher ein. Croft führte den Erfolg der Serie später auf diese Tatsache zurück: „I think our shows were successful because they were based on real-life. We never tried too hard to be funny.“ („Ich denke, unsere Sendung war erfolgreich, weil sie auf wirklich Erlebtem basierte. Wir versuchten nie mit aller Kraft lustig zu sein.“)

### Besetzung
In den ersten Überlegungen Perrys und Crofts war Thorley Walters als Captain Mainwaring geplant gewesen. Er und auch die zweite Wahl, Jon Pertwee, lehnten die Rolle ab. Arthur Lowe war somit erst die dritte Wahl der Autoren und wurde noch dazu von Michael Mills abgelehnt, füllte den Charakter, der mehr und mehr auf ihn zugeschrieben wurde, aber voll aus. Auch die Figur des Lance-Corporal Jack Jones war zunächst für einen anderen Schauspieler vorgesehen, nämlich Jack Haig. In Abwesenheit von Clive Dunn verkörperte Haig Jones bei der Hälfte der Auftritte im Rahmen der Bühnenadaption.
Perry hatte die Rolle des Joe Walker bei seinen Drehbuchentwürfen zunächst für sich selbst vorgesehen, konzentrierte sich dann aber aufs Schreiben der Serie und übernahm selbst keine Rolle. Private Joe Walker wurde mit James Beck besetzt. Dieser verstarb überraschend kurz nach Abschluss der Dreharbeiten zur sechsten Staffel im Jahre 1973. Seine Rolle wurde nicht neu besetzt, Walker wurde zwar gelegentlich erwähnt, tauchte aber nicht mehr auf. In der zu diesem Zeitpunkt produzierten Rundfunkserie wurde sein Charakter zunächst von Graham Stark, später von Larry Martyn gesprochen. In der Theateradaption von 1975 übernahm überraschend John Bardon und nicht Larry Martyn die Rolle.
John Laurie war der einzige Darsteller, der tatsächlich in der realen Home Guard gedient hatte. Dunn, Lowe and Le Mesurier hatten Militärdienst in der regulären Army während des Zweiten, Laurie und Ridley während des Ersten Weltkriegs geleistet.
| Rolle                     | Darsteller       | Darsteller       | Darsteller           | Darsteller                           | Darsteller           |
| Rolle                     | Serie            | Film (1971)      | Film (2016)          | Radio                                | Theater (1975)       |
| ------------------------- | ---------------- | ---------------- | -------------------- | ------------------------------------ | -------------------- |
| Captain George Mainwaring | Arthur Lowe      | Arthur Lowe      | Toby Jones           | Arthur Lowe                          | Arthur Lowe          |
| Sergeant Arthur Wilson    | John Le Mesurier | John Le Mesurier | Bill Nighy           | John Le Mesurier                     | John Le Mesurier     |
| Lance-Corporal Jack Jones | Clive Dunn       | Clive Dunn       | Tom Courtenay        | Clive Dunn                           | Clive Dunn/Jack Haig |
| Private James Frazer      | John Laurie      | John Laurie      | Bill Paterson        | John Laurie                          | Hamish Roughead      |
| Private Joe Walker        | James Beck       | James Beck       | Daniel Mays          | James Beck/Graham Stark/Larry Martyn | John Bardon          |
| Private Charles Godfrey   | Arnold Ridley    | Arnold Ridley    | Michael Gambon       | Arnold Ridley                        | Arnold Ridley        |
| Private Frank Pike        | Ian Lavender     | Ian Lavender     | Blake Harrison       | Ian Lavender                         | Ian Lavender         |
| ARP Warden William Hodges | Bill Pertwee     | Bill Pertwee     | Martin Savage        | Bill Pertwee                         | Bill Pertwee         |
| Reverend Timothy Farthing | Frank Williams   | Frank Williams   | Frank Williams       | Frank Williams                       | Frank Williams       |
| Mrs. Mavis Pike           | Janet Davies     | Liz Fraser       | Sarah Lancashire     | Pearl Hackney                        | Janet Davies         |
| Maurice Yeatman           | Edward Sinclair  | Edward Sinclair  | –                    | Edward Sinclair                      | Edward Sinclair      |
| Rose Winters              | –                | –                | Catherine Zeta-Jones | –                                    | –                    |

### Dreharbeiten
Die Innenaufnahmen der Episoden wurden in wöchentlichem Rhythmus in den Studios des TV Centre in London gemacht. Die durchschnittliche Drehzeit pro Episode betrug anderthalb Stunden. Die Außenaufnahmen des Städtchens Walmington-on-Sea wurden überwiegend in Thetford in der Grafschaft Norfolk über einen Zeitraum von sechs Wochen pro Staffel abgedreht. Während dieser Zeit wohnten Darsteller und Crew im dortigen Bell and Old Anchor Hotel.
Die Dreharbeiten der meisten Staffeln waren zudem in zwei Phasen geteilt: Eine Hälfte der Staffel wurde im Frühjahr zwischen April und Juli, die zweite im Herbst zwischen Oktober und November durchgeführt. In der Weihnachtszeit lag teilweise nur eine Woche zwischen der Aufnahme und der Ausstrahlung einer Episode.
David Croft plante ursprünglich den Vorspann der Serie mit Originalaufnahmen von kämpfenden Truppen im Zweiten Weltkrieg zu unterlegen. Der BBC-Geschäftsführer Paul Fox empfand dies aber als unpassend für eine Comedy-Serie. Stattdessen entschied man sich für eine Animation aus Pfeilen mit Hakenkreuzsymbol, die auf einer Karte des Ärmelkanals versuchen, diesen Richtung britische Inseln zu überqueren und dabei von einer Pfeilspitze mit Union-Jack-Musterung zurückgedrängt werden.
→ siehe Weblinks

### Musik
Die Idee zum Titellied Who do you think you are kidding, Mr Hitler? stammte von Jimmy Perry und ist eine Hommage an Marschlieder aus Kriegszeiten. Das Lied ist eine Komposition von Perry und Derek Taverner und wurde von Bud Flanagan aufgenommen, der nur knapp ein Jahr später verstarb. Hauptdarsteller Arthur Lowe nahm 1969 eine eigene Version des Liedes auf.
Zwischen den Szenen werden gelegentlich kurze Ausschnitte aus Kriegsliedern eingespielt, die das Thema der jeweiligen Situation aufgreifen.

## Episoden
Dad’s Army umfasste insgesamt 80 Episoden in neun Staffeln, die über neun Jahre hinweg vorwiegend in den Monaten November und Dezember auf BBC One ausgestrahlt wurden. Aufgezeichnet wurden die Staffeln meist in zwei Phasen von Mai bis Juli sowie parallel zur Ausstrahlung von Oktober bis Dezember des jeweiligen Jahres. Auf ihrem Höhepunkt zu Anfang der 1970er Jahre hatte die Serie bis zu 18,5 Millionen Zuschauer.
Aufgrund hoher Material- und Lagerkosten führte die BBC bis 1978 kein ordentliches Archiv. So wurden neben vielen anderen Sendungen auch einige Dad’s-Army-Episoden nach der Erstausstrahlung überschrieben und gingen verloren. Während die erste Staffel für die internationale Vermarktung auf 16-mm-Film kopiert wurde und so erhalten blieb, wurden fünf Episoden der zweiten Staffel nicht für die Weiternutzung kopiert, bevor die auf Quadruplex aufgezeichneten Originale überspielt wurden. Die sechste Episode der zweiten Staffel, Sgt. Wilson's Little Secret, wurde aus nicht vollständig geklärten Gründen auf 35-mm-Film aufgenommen und blieb somit erhalten.
Zwei der fünf verloren geglaubten Episoden wurden 2001 über die BBC Archive Treasure Hunt, die sich mit dem Wiederauffinden vernichteter Sendungen befasst, in Privatbeständen gefunden und der BBC übergeben. Eine weitere Episode aus der dritten Staffel (Room at the Bottom) ist nur noch in Schwarz-Weiß auf 16-mm-Film vorhanden, wurde aber im Jahre 2008 digital nachkoloriert. Im selben Jahr entdeckte man die Tonspur der Episode A Stripe for Frazer aus Staffel 2. Auch von den beiden Kurzepisoden aus der Weihnachtssondersendung Christmas with the Stars von 1968 und 1970 ist nur die Tonspur erhalten.
Im März 2019 wurden die restlichen drei verlorenen Folgen „The Loneliness of the Long-Distance Walker“ (Staffel 2.3), „A Stripe for Frazer“ (Staffel 2.5) und „Under Fire“ (Staffel 2.6) von UKTV auf Basis der originalen Drehbücher neu gefilmt und im August 2019 erstmals ausgestrahlt. Die neue Besetzung beinhaltete u. a. Kevin McNally als Cpt. Mainwaring, Robert Bathurst als Sgt. Wilson und Kevin Eldon als Cprl. Jones.
| Nr. (Gesamt) | Nr. (In Staffel) | Titel                            | Drehtag        | Erstausstrahlung (UK) | Regie       |
| ------------ | ---------------- | -------------------------------- | -------------- | --------------------- | ----------- |
| 01           | 01               | The Man and the Hour             | 15. April 1968 | 31. Juli 1968         | David Croft |
| 02           | 02               | Museum Piece                     | 22. April 1968 | 7. August 1968        | David Croft |
| 03           | 03               | Command Decision                 | 29. April 1968 | 14. August 1968       | David Croft |
| 04           | 04               | The Enemy Within the Gates       | 6. Mai 1968    | 28. August 1968       | David Croft |
| 05           | 05               | The Showing Up of Corporal Jones | 13. Mai 1968   | 4. September 1968     | David Croft |
| 06           | 06               | Shooting Pains                   | 20. Mai 1968   | 11. September 1968    | David Croft |

| Nr. (Gesamt) | Nr. (In Staffel) | Titel                                      | Drehtag           | Erstausstrahlung (UK) | Regie        |
| ------------ | ---------------- | ------------------------------------------ | ----------------- | --------------------- | ------------ |
| 07           | 01               | Operation Kilt                             | 13. Oktober 1968  | 1. März 1969          | David Croft  |
| 08           | 02               | The Battle of Godfrey's Cottage            | 20. Oktober 1968  | 8. März 1969          | David Croft  |
| 09           | 03               | The Loneliness of the Long Distance Walker | 27. Oktober 1968  | 15. März 1969         | David Croft  |
| 10           | 04               | Sgt. Wilson's Little Secret                | 15. November 1968 | 22. März 1969         | Harold Snoad |
| 11           | 05               | A Stripe for Frazer                        | 15. November 1968 | 29. März 1969         | Harold Snoad |
| 12           | 06               | Under Fire                                 | 27. November 1968 | 5. April 1969         | Harold Snoad |

| Nr. (Gesamt) | Nr. (In Staffel) | Titel                                      | Drehtag           | Erstausstrahlung (UK) | Regie        |
| ------------ | ---------------- | ------------------------------------------ | ----------------- | --------------------- | ------------ |
| 13           | 01               | The Armoured Might of Lance Corporal Jones | 25. Mai 1969      | 11. September 1969    | David Croft  |
| 14           | 02               | Battle School                              | 1. Juni 1969      | 18. September 1969    | David Croft  |
| 15           | 03               | The Lion Has Phones                        | 8. Juni 1969      | 25. September 1969    | Harold Snoad |
| 16           | 04               | The Bullet is Not for Firing               | 22. Juni 1969     | 2. Oktober 1969       | David Croft  |
| 17           | 05               | Something Nasty in the Vault               | 15. Juni 1969     | 9. Oktober 1969       | David Croft  |
| 18           | 06               | Room at the Bottom                         | 29. Juni 1969     | 16. Oktober 1969      | David Croft  |
| 19           | 07               | Big Guns                                   | 6. Juli 1969      | 23. Oktober 1969      | David Croft  |
| 20           | 08               | The Day the Balloon Went Up                | 23. Oktober 1969  | 30. Oktober 1969      | David Croft  |
| 21           | 09               | War Dance                                  | 30. Oktober 1969  | 6. November 1969      | David Croft  |
| 22           | 10               | Menace from the Deep                       | 7. November 1969  | 13. November 1969     | David Croft  |
| 23           | 11               | Branded                                    | 14. November 1969 | 20. November 1969     | Harold Snoad |
| 24           | 12               | Man Hunt                                   | 21. November 1969 | 27. November 1969     | David Croft  |
| 25           | 13               | No Spring for Frazer                       | 28. November 1969 | 4. Dezember 1969      | David Croft  |
| 26           | 14               | Sons of the Sea                            | 5. Dezember 1969  | 11. Dezember 1969     | David Croft  |

| Nr. (Gesamt) | Nr. (In Staffel) | Titel                       | Drehtag           | Erstausstrahlung (UK) | Regie        |
| ------------ | ---------------- | --------------------------- | ----------------- | --------------------- | ------------ |
| 27           | 01               | The Big Parade              | 17. Juli 1970     | 25. September 1970    | David Croft  |
| 28           | 02               | Don't Forget the Diver      | 24. Juli 1970     | 2. Oktober 1970       | Harold Snoad |
| 29           | 03               | Boots, Boots, Boots         | 31. Juli 1970     | 9. Oktober 1970       | David Croft  |
| 30           | 04               | Sgt - Save My Boy!          | 27. Juni 1970     | 16. Oktober 1970      | David Croft  |
| 31           | 05               | Don't Fence Me In           | 10. Juli 1970     | 23. Oktober 1970      | Harold Snoad |
| 32           | 06               | Absent Friends              | 7. August 1970    | 30. Oktober 1970      | David Croft  |
| 33           | 07               | Put That Light Out!         | 30. Oktober 1970  | 6. November 1970      | David Croft  |
| 34           | 08               | The Two and a Half Feathers | 6. November 1970  | 13. November 1970     | David Croft  |
| 35           | 09               | Mum's Army                  | 13. November 1970 | 20. November 1970     | David Croft  |
| 36           | 10               | The Test                    | 20. November 1970 | 27. November 1970     | David Croft  |
| 37           | 11               | A. Wilson (Manager)?        | 27. November 1970 | 4. Dezember 1970      | David Croft  |
| 38           | 12               | Uninvited Guests            | 4. Dezember 1970  | 11. Dezember 1970     | David Croft  |
| 39           | 13               | Fallen Idol                 | 11. Dezember 1970 | 18. Dezember 1970     | David Croft  |

| Nr. (Gesamt) | Nr. (In Staffel) | Titel                                       | Drehtag           | Erstausstrahlung (UK) | Regie       |
| ------------ | ---------------- | ------------------------------------------- | ----------------- | --------------------- | ----------- |
| 41           | 01               | Asleep in the Deep                          | 26. Mai 1972      | 6. Oktober 1972       | David Croft |
| 42           | 02               | Keep Young and Beautiful                    | 9. Juni 1972      | 13. Oktober 1972      | David Croft |
| 43           | 03               | A Soldier's Farewell                        | 2. Juni 1972      | 20. Oktober 1972      | David Croft |
| 44           | 04               | Getting the Bird                            | 19. Mai 1972      | 27. Oktober 1972      | David Croft |
| 45           | 05               | The Desperate Drive of Lance Corporal Jones | 16. Juni 1972     | 3. November 1972      | David Croft |
| 46           | 06               | If the Cap Fits...                          | 30. Juni 1972     | 10. November 1972     | David Croft |
| 47           | 07               | The King was in his Counting House          | 23. Juni 1972     | 17. November 1972     | David Croft |
| 48           | 08               | All is Safely Gathered In                   | 3. November 1972  | 24. November 1972     | David Croft |
| 49           | 09               | When Did You Last See Your Money?           | 10. November 1972 | 1. Dezember 1972      | David Croft |
| 50           | 10               | Brain Versus Brawn                          | 17. November 1972 | 8. Dezember 1972      | David Croft |
| 51           | 11               | A Brush with the Law                        | 26. November 1972 | 15. Dezember 1972     | David Croft |
| 52           | 12               | Round and Round Went the Great Big Wheel    | 1. Dezember 1972  | 22. Dezember 1972     | David Croft |
| 53           | 13               | Time on My Hands                            | 8. Dezember 1972  | 29. Dezember 1972     | David Croft |

| Nr. (Gesamt) | Nr. (In Staffel) | Titel                            | Drehtag       | Erstausstrahlung (UK) | Regie       |
| ------------ | ---------------- | -------------------------------- | ------------- | --------------------- | ----------- |
| 54           | 01               | The Deadly Attachment            | 22. Juni 1973 | 31. Oktober 1973      | David Croft |
| 55           | 02               | My British Buddy                 | 8. Juni 1973  | 7. November 1973      | David Croft |
| 56           | 03               | The Royal Train                  | 29. Juni 1973 | 14. November 1973     | David Croft |
| 57           | 04               | We Know Our Onions               | 15. Juni 1973 | 21. November 1973     | David Croft |
| 58           | 05               | The Honourable Man               | 8. Juli 1973  | 28. November 1973     | David Croft |
| 59           | 06               | Things that Go Bump in the Night | 15. Juli 1973 | 5. Dezember 1973      | David Croft |
| 60           | 07               | The Recruit                      | 22. Juli 1973 | 12. Dezember 1973     | David Croft |

| Nr. (Gesamt) | Nr. (In Staffel) | Titel                | Drehtag           | Erstausstrahlung (UK) | Regie       |
| ------------ | ---------------- | -------------------- | ----------------- | --------------------- | ----------- |
| 61           | 01               | Everybody's Trucking | 27. Oktober 1974  | 15. November 1974     | David Croft |
| 62           | 02               | Man of Action        | 7. Mai 1974       | 22. November 1974     | David Croft |
| 63           | 03               | Gorilla Warfare      | 27. Oktober 1974  | 29. November 1974     | David Croft |
| 64           | 04               | The Godiva Affair    | 3. November 1974  | 6. Dezember 1974      | David Croft |
| 65           | 05               | The Captain's Car    | 17. November 1974 | 13. Dezember 1974     | David Croft |
| 66           | 06               | Turkey Dinner        | 10. November 1974 | 23. Dezember 1974     | David Croft |

| Nr. (Gesamt) | Nr. (In Staffel) | Titel                         | Drehtag       | Erstausstrahlung (UK) | Regie       |
| ------------ | ---------------- | ----------------------------- | ------------- | --------------------- | ----------- |
| 67           | 01               | Ring Dem Bells                | 3. Juli 1975  | 5. September 1975     | David Croft |
| 68           | 02               | When You've Got to Go         | 6. Juni 1975  | 12. September 1975    | David Croft |
| 69           | 03               | Is There Honey Still for Tea? | 26. Juni 1975 | 19. September 1975    | David Croft |
| 70           | 04               | Come in, Your Time is Up      | 10. Juli 1975 | 26. September 1975    | David Croft |
| 71           | 05               | High Finance                  | 30. Mai 1975  | 3. Oktober 1975       | David Croft |
| 72           | 06               | The Face on the Poster        | 17. Juli 1975 | 10. Oktober 1975      | David Croft |

| Nr. (Gesamt) | Nr. (In Staffel) | Titel                      | Drehtag       | Erstausstrahlung (UK) | Regie       |
| ------------ | ---------------- | -------------------------- | ------------- | --------------------- | ----------- |
| 75           | 01               | Wake Up Walmington         | 8. Juli 1977  | 2. Oktober 1977       | Bob Spiers  |
| 76           | 02               | The Making of Private Pike | 1. Juli 1977  | 9. Oktober 1977       | Bob Spiers  |
| 77           | 03               | Knights of Madness         | 22. Juli 1977 | 16. Oktober 1977      | David Croft |
| 78           | 04               | The Miser's Hoard          | 24. Juni 1977 | 23. Oktober 1977      | Bob Spiers  |
| 79           | 05               | Number Engaged             | 15. Juli 1977 | 6. November 1977      | Bob Spiers  |
| 80           | 06               | Never Too Old              | 29. Juli 1977 | 13. November 1977     | David Croft |

| Nr. (Gesamt) | Titel                                                                          | Drehtag           | Erstausstrahlung (UK) | Regie       |
| ------------ | ------------------------------------------------------------------------------ | ----------------- | --------------------- | ----------- |
| --           | Untitled Sketch (in Christmas Night with the Stars 1968)                       | 27. Oktober 1968  | 25. Dezember 1968     | David Croft |
| --           | Resisting the Aggressor Down the Ages (in Christmas Night with the Stars 1969) | 21. November 1969 | 25. Dezember 1969     | David Croft |
| --           | The Cornish Floral Dance (in Christmas Night with the Stars 1970)              | 4. Dezember 1970  | 25. Dezember 1970     | David Croft |
| 40           | Battle of the Giants (First Christmas Special)                                 | 19. Oktober 1971  | 27. Dezember 1971     | David Croft |
| --           | Broadcast to the Empire (in Christmas Night with the Stars 1972)               | 26. November 1972 | 25. Dezember 1972     | David Croft |
| 73           | My Brother and I (Second Christmas Special)                                    | 23. Mai 1975      | 26. Dezember 1975     | David Croft |
| 74           | The Love of Three Oranges (Third Christmas Special)                            | 10. Oktober 1976  | 26. Dezember 1976     | David Croft |

Anmerkungen
1. ↑  Seit Beginn der dritten Staffel wurde die Serie ausschließlich in Farbe produziert und ausgestrahlt.
2. ↑  Christmas Night with the Stars war eine ausschließlich an Weihnachten ausgestrahlte Sendung, in der Kurzepisoden verschiedener BBC-Sendungen gezeigt wurden. Dad’s Army tauchte in vier dieser Sondersendungen (1968, 1969, 1970 und 1972) auf.
3. ↑  Drei Episoden der Serie wurden staffelunabhängig als „Christmas Special“ ausgestrahlt. Das erste Special sendete BBC One nach der vierten Staffel, die anderen beiden zwischen der achten und neunten Staffel. Die Christmas Specials überbrückten somit längere Pausen zwischen den Staffeln.

## Spin-offs

### Film
Im Jahre 1971 entstand, wie bei vielen Sitcoms dieser Zeit, ein Spielfilm zu Dad’s Army. Er beschreibt zunächst die Bildung der Home Guard und setzt somit chronologisch während der ersten Staffel an. Im weiteren Verlauf befreit der Zug die Einwohner Walmingtons aus der Geiselnahme durch deutsche Wehrmachtssoldaten.
Regie führte Norman Cohen, das Drehbuch wurde ursprünglich von Jimmy Perry und David Croft geschrieben. Cohen und die Produktionsfirma Columbia Pictures ergänzten bestimmte Handlungselemente, um dem Film mehr Tempo zu geben und ihn den Ansprüchen des Kinos anzupassen. Weder die Darsteller noch Perry und Croft waren mit dem Ergebnis sonderlich zufrieden.
Auch in der Produktion gab es Veränderungen zur Serie: Die Rolle der Mavis Pike wurde mit Liz Fraser, statt Janet Davies besetzt, die Außenaufnahmen fanden sehr zum Unmut der Darsteller in Chalfont St. Giles, nicht in Thetford statt. Die übrigen Aufnahmen wurden zwischen dem 10. August und dem 25. September 1970 überwiegend in den Shepperton Studios gemacht. Der Film feierte am 12. März 1971 im Londoner Columbia Theatre Premiere. Der Plan einer Fortsetzung unter dem Titel Dad's Army and the Secret U-Boat Base wurde nicht umgesetzt.
2016 drehte Oliver Parker eine weitere Kinoadaption mit Bill Nighy, Toby Jones und Catherine Zeta-Jones in den Hauptrollen.

### Rundfunkserien
67 der 80 Fernsehepisoden wurden zwischen 1973 und 1975 mit den Stimmen der Originaldarsteller als Radioversionen für BBC Radio 4 aufgenommen. Harold Snoad, der in einigen Episoden der Sitcom Regie geführt hatte, und Michael Knowles leiteten die Produktion; der Nachrichtensprecher und Kommentator John Snagge fungierte als Erzähler, um den Hörern die Situation der Episoden klarzumachen. Die gesamte Reihe war in sechzehn Teilen zu jeweils vier Episoden auf Kassette und CD erhältlich. Seit 2003 gibt es zu allen drei Staffeln der Rundfunkserie jeweils eine Collector's Edition.
In den frühen 1980er Jahren planten Harold Snoad und Michael Knowles eine Fortsetzung der Radioserie. Sie sollte einige Jahre nach dem Krieg im benachbarten Frambourne-on-Sea spielen. Arthur Lowe und John Le Mesurier waren sehr davon angetan, ihre Rollen noch einmal zu verkörpern. Ersterer verstarb jedoch nach der Aufnahme der Pilotfolge. Ohne Lowe wurden insgesamt 13 Episoden aufgenommen, bei denen auch Ian Lavender und Bill Pertwee mitwirkten. Le Mesurier starb kurze Zeit nach Ende der Aufnahmearbeiten.

### Bühnenadaption
Unter dem Titel Dad’s Army: A Nostalgic Music and Laughter Show of Britain’s Finest Hour wurde die Serie 1975 aufgrund ihres großen Erfolgs als Theaterrevue adaptiert. Das Stück wurde vom Impresario Bernard Delfont in Auftrag gegeben, Perry und Croft übernahmen teilweise die Originaldrehbücher der Sitcom. Die Besetzung der Inszenierung in zwei Akten war in großen Teilen mit jener der Serie identisch; die Rolle des Private Frazer spielte Hamish Roughead, nicht John Laurie, der verstorbene James Beck wurde durch John Bardon ersetzt.
Die Uraufführung fand am 4. September 1975 im Forum Theatre in Billingham statt. Nach einer zweiwöchigen Testphase und einigen daraus folgenden Umstellungen wurde die Produktion Roger Redfarns ins Shaftesbury Theatre im Londoner West End verlegt. Zwischen März und September 1976 folgte eine Tournee mit zehn Stationen durch England. Im Jahre 2004 wurde das Stück mit Jon English in der Hauptrolle und unter dem Titel Dad’s Army – The Musical in Australien und Neuseeland aufgeführt. Eine weitere Bühnenadaption ist seit 2007 im Vereinigten Königreich zu sehen.

## Nachwirkungen

### Kritik
Die ersten Episoden der Serie wurden mit großer Skepsis verfolgt, da man befürchtete, sie könne sich über die reale Home Guard lustig machen. Stattdessen wurde die Serie zu einer akkuraten Darstellung und ehrenvollen Würdigung.
Die Serie erfreut sich auch heute noch einer großen Fangemeinde, wie diverse Internetportale, die Verkaufszahlen der DVD-Veröffentlichungen und Umfragen beweisen.

### Auszeichnungen
Dad’s Army wurde 1971 mit dem Preis der British Academy of Film and Television Arts (BAFTA-Television-Award) in der Kategorie Best Light Entertainment Production Team ausgezeichnet. In den Jahren 1973, 1974 und 1975 war die Serie als Best Situation Comedy nominiert. Arthur Lowe war zudem für seine Rolle als Captain Mainwaring fünfmal zwischen 1970 und 1977 in der Kategorie Best Light Entertainment Performance nominiert.
Preis der British Academy of Film and Television Arts 1971
- BAFTA-Television-Award für Best Light Entertainment Production Team

Auf einer Liste des British Film Institute zu den 100 besten britischen Fernsehsendungen aus dem Jahr 2000 platzierte sich Dad’s Army auf Rang 13. In einer Umfrage der BBC aus dem Jahr 2004 wurde Dad’s Army mit 174.138 Stimmen auf den vierten Platz der Britain’s Best Sitcoms gewählt.

### Anerkennung

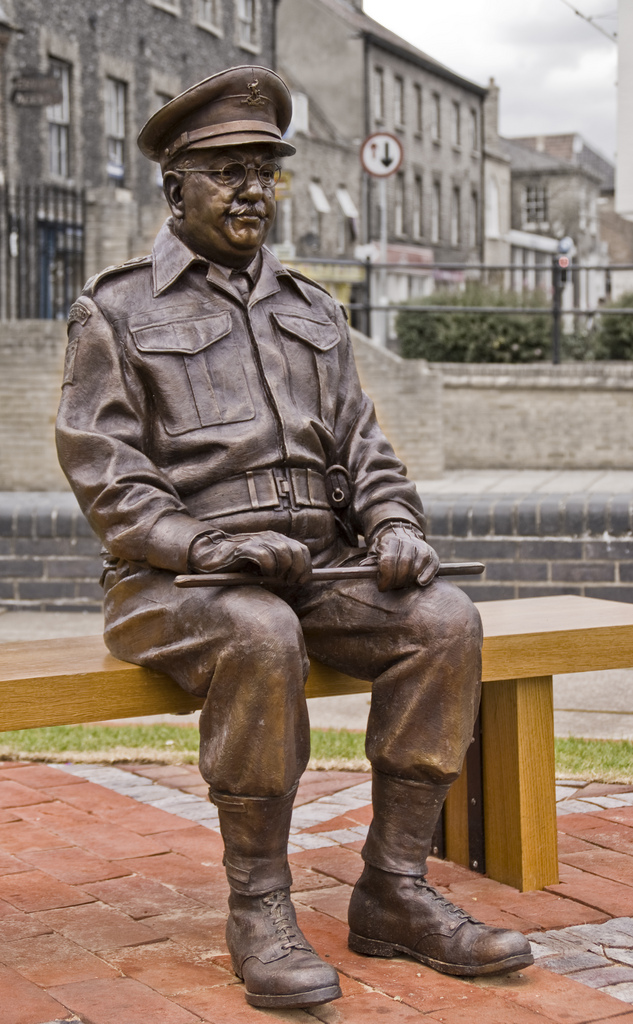
Statue Captain George Mainwaring in Thetford, England

Im Dezember 2007 wurden Pläne für eine Statue veröffentlicht, die Arthur Lowe in seiner Rolle als Captain George Mainwaring zeigt. Die lebensgroße Bronzeskulptur, eine Arbeit des Bildhauers Sean Hedges-Quinn, wurde am 19. Juni 2010 von Dad’s-Army-Autor David Croft im englischen Thetford enthüllt. Dort waren die meisten Außenaufnahmen der Serie gemacht worden. Finanziert wurde das Abbild vom ortsansässigen Friends of Dad’s Army Museum.